# Un petit poisson, un petit oiseau
Un petit poisson, un petit oiseau est une chanson écrite par Jean-Max Rivière, composée par Gérard Bourgeois et interprétée par Juliette Gréco en 1966.

## Fiche technique

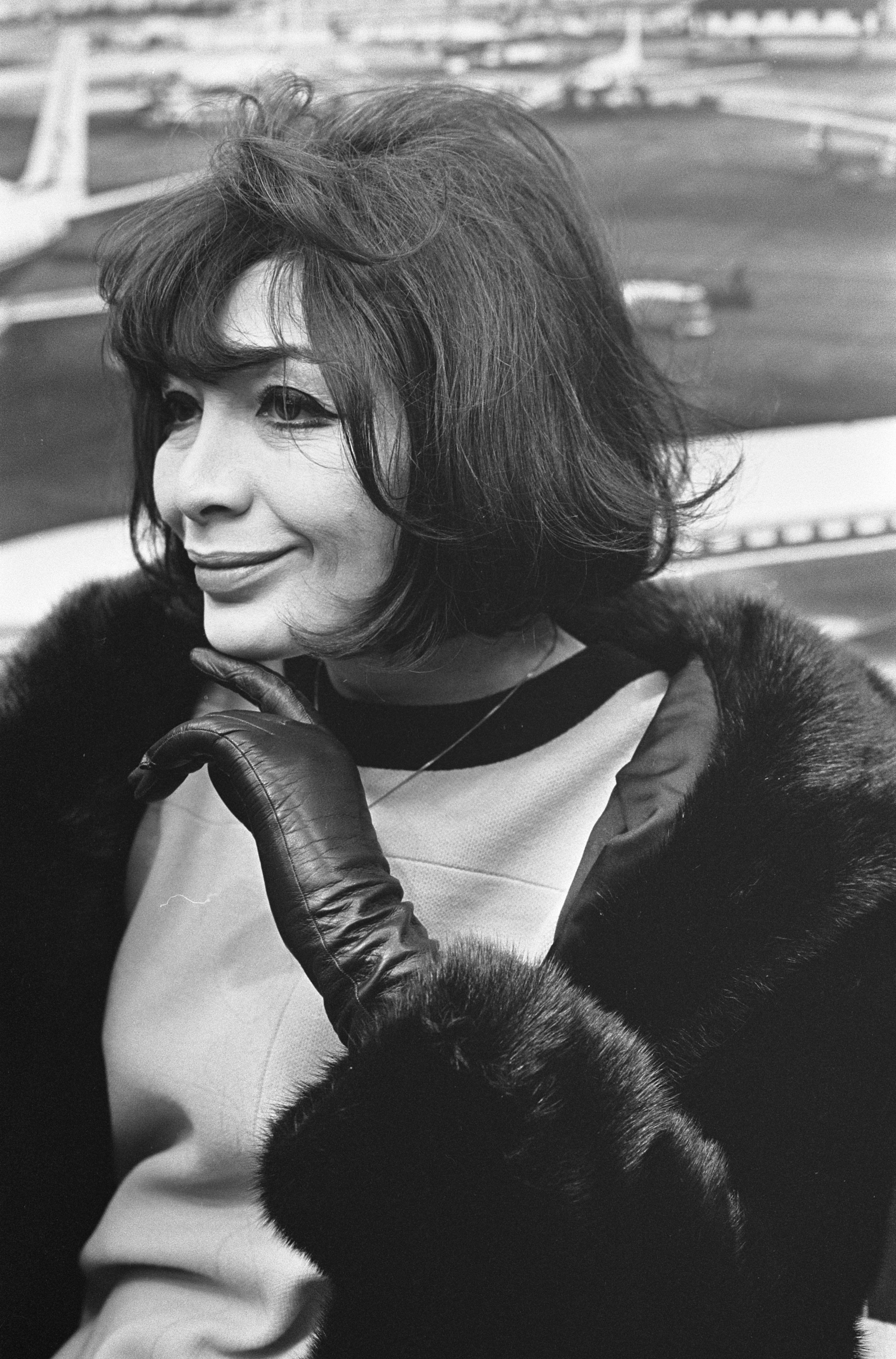
Juliette Gréco en 1966 à l'aéroport d'Amsterdam-Schiphol.

- Titre : Un petit poisson, un petit oiseau
- Interprète : Juliette Gréco
- Parolier : Jean-Max Rivière
- Compositeur : Gérard Bourgeois
- Durée : 1:50
  - Chanson extraite du 45 tours Philips EP 437 2016 BE[1] :
    - Orchestre, direction : Alain Goraguer
    - Pochette : photo recto de Jean-Pierre Leloir
    - Sortie : mai 1966

  - Chanson extraite du 33 tours LP live À l'Olympia, Philips P 70.342 L[2] :
    - Accompagnement : Henri Patterson au piano et le Grand Orchestre de l'Olympia dirigé par François Rauber
    - Ingénieur du son : Georges Giboni
    - Technicien : Roland Guillotel
    - Producteur : Gérard Côte
    - Pochette : photos recto et verso de Jean-Pierre Leloir
    - Enregistré en mai 1966
    - Sortie : juin 1966

## Genèse
Bertrand Dicale : « Jean-Max Rivière et Gérard Bourgeois sont en 1966 une des équipes auteurs-compositeurs les plus recherchées du moment : les succès qu'ils ont écrits pour Brigitte Bardot (La Madrague, Moi je joue, Je reviendrai toujours vers toi) leur ouvrent toutes les portes. Lorsqu'ils présentent leur production récente à Juliette Gréco, c'est uniquement la dernière chanson, qu'ils proposent sans trop y croire, qui lui plaît : fausse chanson gaie, Un petit poisson, un petit oiseau va devenir un de ses grands classiques. […] La musique est une petite fantaisie piquante que les arrangements d'Alain Goraguer, en une minute cinqante, font scintiller de paillettes — guitare électrique, chœurs aériens. »
Juliette Gréco témoigne de son intérêt pour les deux musiciens : « Jean-Max Rivière et Gérard Bourgeois, irrésistible tandem blond [Rivière] et brun [Bourgeois], beaux et grands, association de choc pour dames sensibles et chanteuse qui cherchent de bonnes chansons. »

## Accueil
Michel Grisolia et Françoise Mallet-Joris définissent ainsi ce 45 tours de Juliette Gréco : « Elle se détend, chante un texte tout mignon qui sera un succès : Un petit poisson, un petit oiseau. […] Le disque est feutré, velouté, une caresse aux violons. « Concession », diront certains. ». Tandis que Françoise Piazza et Bruno Blanckeman s'interrogent : « Improbable dialogue, fantasques répliques ? Voire… Le discours animalier constitue fréquemment dans les chansons de Juliette un contrepoint tendre et ironique sur les comportements humains. Amours difficiles ? Petit poisson, petit oiseau… » Dès son premier enregistrement paru en 1950, Juliette Gréco interprète une chanson « animalière », La Fourmi, un poème de Robert Desnos mis en musique par Joseph Kosma.